# رونالد هاوورث
رونالد هاوورث (بالإنجليزية: Ronald Haworth)‏ (10 مارس 1901 في المملكة المتحدة - 1973 في المملكة المتحدة) هو لاعب كرة قدم بريطاني (وحمل سابقاً جنسية المملكة المتحدة لبريطانيا العظمى وأيرلندا) في مركز الهجوم. لعب مع بلاكبيرن روفرز ومانشستر يونايتد.